# تاكاأكي اهارا
تاكاأكي اهارا (باليابانية: 油原 丈著) (13 يناير 1978 في ناغاره ياما في اليابان – )؛ هو لاعب كرة قدم سابق كان يلعب كحارس مرمى.

## وصلات خارجية
- تاكاأكي اهارا على موقع رابطة كرة القدم اليابانية للمحترفين (اليابانية)
- تاكاأكي اهارا على موقع عالم كرة القدم.نت (الإنجليزية)